# Dylan Larkin
Dylan Larkin (né le 30 juillet 1996 à Waterford, au Michigan aux États-Unis) est un joueur professionnel américain de hockey sur glace. Il évolue actuellement avec les Red Wings de Détroit à la position de centre et il est actuellement le capitaine de l'équipe. 

## Biographie

### En club
En 2012, il débute avec la United States National Development Team dans la United States Hockey League. Il finit sa première saison dans l'USHL avec 7 buts et 7 assistances (14 points) en 37 parties. Lors de sa deuxième saison dans l'USHL, Larkin enregistre 26 points, dont 17 buts et 9 assistances. Il maintient une moyenne d'un point par match lors de cette saison.  
Après sa deuxième saison dans l'USHL, il est éligible pour être repêché dans la LNH. Il est classé au 17e rang par la centrale de repêchage de la LNH chez les patineurs nord-américains. Il est repêché à la 15e position du repêchage d'entrée dans la LNH 2014 par les Red Wings de Détroit.  
Après avoir été repêché, il joue dans la NCAA avec les Wolverines du Michigan. Il termine la saison au 11e rang des pointeurs de la ligue avec 47 points en 35 matchs et 6e pour la moyenne de points par match (1,34). 
Le 9 octobre 2015, il marque son premier but lors de sa première partie en saison régulière dans la LNH contre les Maple Leafs de Toronto face au gardien de but Jonathan Bernier. 
Le 23 novembre 2016, il joue son 100e match dans la LNH face aux Sabres de Buffalo. Le match se termine sur le score de 2-1 en tirs de barrage pour les Red Wings. 
Le 10 août 2018, il signe un contrat de 5 ans d'une valeur de 30 500 000 dollars avec les Red Wings. Au début de la saison 2018-2019, il est nommé assistant capitaine. 
Le 13 janvier 2021, les Red Wings désignent Larkin comme le 37e capitaine de l'histoire de la franchise.

### En équipe nationale
Il représente les États-Unis au niveau international, il participe à son premier championnat du monde en 2015. Il remporte la médaille d'or au championnat mondial des 18 ans. Il gagne aussi 2 médailles de bronze au championnat du monde en 2015 et 2018.

## Vie personnelle
Dylan a un frère Colin qui est un ancien joueur de l'ECHL. Il a aussi deux cousins aussi joueurs de hockey sur glace : Adam et Ryan.

## Statistiques

### En club
| Saison     | Équipe                                  | Ligue      |     | Saison régulière | Saison régulière | Saison régulière | Saison régulière | Saison régulière |   | Séries éliminatoires | Séries éliminatoires | Séries éliminatoires | Séries éliminatoires | Séries éliminatoires |
| Saison     | Équipe                                  | Ligue      | PJ  | B                | A                | Pts              | Pun              | PJ               | B | A                    | Pts                  | Pun                  |                      |                      |
| 2012-2013  | United States National Development Team | USHL       | 37  | 7                | 7                | 14               | 40               | -                | - | -                    | -                    | -                    |                      |                      |
| 2013-2014  | United States National Development Team | USHL       | 26  | 17               | 9                | 26               | 24               | -                | - | -                    | -                    | -                    |                      |                      |
| 2014-2015  | Wolverines du Michigan                  | NCAA       | 35  | 15               | 32               | 47               | 38               | -                | - | -                    | -                    | -                    |                      |                      |
| 2014-2015  | Griffins de Grand Rapids                | LAH        | -   | -                | -                | -                | -                | 6                | 3 | 2                    | 5                    | 6                    |                      |                      |
| 2015-2016  | Red Wings de Détroit                    | LNH        | 80  | 23               | 22               | 45               | 34               | 5                | 1 | 0                    | 1                    | 18                   |                      |                      |
| 2016-2017  | Red Wings de Détroit                    | LNH        | 80  | 17               | 15               | 32               | 37               | -                | - | -                    | -                    | -                    |                      |                      |
| 2017-2018  | Red Wings de Détroit                    | LNH        | 82  | 16               | 47               | 63               | 61               | -                | - | -                    | -                    | -                    |                      |                      |
| 2018-2019  | Red Wings de Détroit                    | LNH        | 76  | 32               | 41               | 73               | 75               | -                | - | -                    | -                    | -                    |                      |                      |
| 2019-2020  | Red Wings de Détroit                    | LNH        | 71  | 19               | 34               | 53               | 39               | -                | - | -                    | -                    | -                    |                      |                      |
| 2020-2021  | Red Wings de Détroit                    | LNH        | 44  | 9                | 14               | 23               | 34               | -                | - | -                    | -                    | -                    |                      |                      |
| 2021-2022  | Red Wings de Détroit                    | LNH        | 71  | 31               | 38               | 69               | 47               | -                | - | -                    | -                    | -                    |                      |                      |
| 2022-2023  | Red Wings de Détroit                    | LNH        | 80  | 32               | 47               | 79               | 45               | -                | - | -                    | -                    | -                    |                      |                      |
| 2023-2024  | Red Wings de Détroit                    | LNH        | 68  | 33               | 36               | 69               | 39               | -                | - | -                    | -                    | -                    |                      |                      |
| Totaux LNH | Totaux LNH                              | Totaux LNH | 652 | 212              | 294              | 506              | 411              | 5                | 1 | 0                    | 1                    | 18                   |                      |                      |

### En équipe nationale
| Année | Équipe               | Compétition                  |    | PJ | B | A  | Pts | Pun | +/-                |  | Résultat |
| 2013  | États-Unis -17 ans   | Défi mondial -17 ans         | 6  | 2  | 5 | 7  | 6   |     |                    |  |          |
| 2014  | États-Unis -18 ans   | Championnat du monde -18 ans | 6  | 2  | 2 | 4  | 2   | +3  | Médaille d'or      |  |          |
| 2015  | États-Unis -20 ans   | Championnat du monde junior  | 5  | 5  | 2 | 7  | 4   | +7  | 5e place           |  |          |
| 2015  | États-Unis           | Championnat du monde         | 10 | 0  | 1 | 1  | 6   | -2  | Médaille de bronze |  |          |
| 2016  | États-Unis           | Championnat du monde         | 10 | 2  | 7 | 9  | 8   | -1  | 4e place           |  |          |
| 2016  | Amérique du Nord -24 | Coupe du monde               | 2  | 0  | 1 | 1  | 2   | -1  | 5e place           |  |          |
| 2017  | États-Unis           | Championnat du monde         | 8  | 2  | 8 | 10 | 6   | +7  | 5e place           |  |          |
| 2018  | États-Unis           | Championnat du monde         | 10 | 3  | 6 | 9  | 8   | +6  | Médaille de bronze |  |          |
| 2019  | États-Unis           | Championnat du monde         | 7  | 3  | 2 | 5  | 4   | +1  | 7e place           |  |          |
| 2025  | États-Unis           | Confrontation des 4 nations  | 4  | 1  | 1 | 2  | 0   | +3  | Finalistes         |  |          |

## Trophées et honneurs personnels

### Junior
- 2013-2014 : remporte la médaille d'or au championnat du monde des moins de 18 ans
- 2014-2015[10] :
  - nommé recrue de l'année dans la Big Ten Conference de la NCAA
  - sélectionné dans l'équipe étoile des recrues de la Big Ten Conference
  - sélectionné dans la première équipe d'étoiles de la Big Ten Conference

### Ligue nationale de hockey
- 2015-2016[10] :
  - participe au 61e match des étoiles (1)
  - nommé recrue du mois de novembre de la LNH[11]
- 2021-2022 : participe au 66e match des étoiles (2)
- 2022-2023 : participe au 67e Match des étoiles (3)

### Championnat du monde
- 2015 : remporte la médaille de bronze au championnat du monde avec les États-Unis
- 2018 : remporte la médaille de bronze au championnat du monde avec les États-Unis